# Asian Women's Sevens Championship 2006
El Asian Women's Sevens Championship (Campeonato Femenino de rugby 7 de Asia) de 2006 fue la séptima edición del torneo femenino de rugby 7 de la confederación asiática.

## Posiciones

### Primera Fase

#### Grupo A
| Equipo     | Encuentros | Encuentros | Encuentros | Encuentros | Puntos |
| Equipo     | jugados    | ganados    | empatados  | perdidos   | Puntos |
| ---------- | ---------- | ---------- | ---------- | ---------- | ------ |
| Kazajistán | 2          | 2          | 0          | 0          | 6      |
| Singapur   | 2          | 1          | 0          | 1          | 4      |
| Kirguistán | 2          | 0          | 0          | 2          | 2      |

#### Grupo B
| Equipo     | Encuentros | Encuentros | Encuentros | Encuentros | Puntos |
| Equipo     | jugados    | ganados    | empatados  | perdidos   | Puntos |
| ---------- | ---------- | ---------- | ---------- | ---------- | ------ |
| Hong Kong  | 2          | 2          | 0          | 0          | 6      |
| Uzbekistán | 2          | 1          | 0          | 1          | 4      |
| Japón      | 2          | 0          | 0          | 2          | 2      |

#### Grupo C
| Equipo        | Encuentros | Encuentros | Encuentros | Encuentros | Puntos |
| Equipo        | jugados    | ganados    | empatados  | perdidos   | Puntos |
| ------------- | ---------- | ---------- | ---------- | ---------- | ------ |
| China         | 2          | 2          | 0          | 0          | 6      |
| Tailandia     | 2          | 1          | 0          | 1          | 4      |
| Golfo Pérsico | 2          | 0          | 0          | 2          | 2      |

### Segunda Fase

#### Grupo A
| Equipo    | Encuentros | Encuentros | Encuentros | Encuentros | Puntos |
| Equipo    | jugados    | ganados    | empatados  | perdidos   | Puntos |
| --------- | ---------- | ---------- | ---------- | ---------- | ------ |
| China     | 2          | 2          | 0          | 0          | 6      |
| Hong Kong | 2          | 1          | 0          | 1          | 4      |
| Singapur  | 2          | 0          | 0          | 2          | 2      |

#### Grupo B
| Equipo     | Encuentros | Encuentros | Encuentros | Encuentros | Puntos |
| Equipo     | jugados    | ganados    | empatados  | perdidos   | Puntos |
| ---------- | ---------- | ---------- | ---------- | ---------- | ------ |
| Kazajistán | 2          | 2          | 0          | 0          | 6      |
| Uzbekistán | 2          | 1          | 0          | 1          | 4      |
| Tailandia  | 2          | 0          | 0          | 2          | 2      |

#### Grupo C
| Equipo        | Encuentros | Encuentros | Encuentros | Encuentros | Puntos |
| Equipo        | jugados    | ganados    | empatados  | perdidos   | Puntos |
| ------------- | ---------- | ---------- | ---------- | ---------- | ------ |
| Japón         | 2          | 2          | 0          | 0          | 6      |
| Golfo Pérsico | 2          | 1          | 0          | 1          | 4      |
| Kirguistán    | 2          | 0          | 0          | 2          | 2      |

### Copa de Oro
|  | Semifinales | Semifinales | Semifinales |            |       | Copa  | Copa | Copa |  |
|  |             |             |             |            |       |       |      |      |  |
|  |             |             |             |            |       |       |      |      |  |
|  | China       | China       | 34          |            |       |       |      |      |  |
|  | China       | China       | 34          |            |       |       |      |      |  |
|  | Uzbekistán  | Uzbekistán  | 0           |            |       |       |      |      |  |
|  | Uzbekistán  | Uzbekistán  | 0           |            | China | China | 22   |      |  |
|  |             |             |             |            | China | China | 22   |      |  |
|  |             |             | Kazajistán  | Kazajistán | 12    |       |      |      |  |
|  | Kazajistán  | Kazajistán  | Kazajistán  | Kazajistán | 12    | 38    |      |      |  |
|  | Kazajistán  | Kazajistán  |             |            |       | 38    |      |      |  |
|  | Hong Kong   | Hong Kong   | 5           |            |       |       |      |      |  |
|  | Hong Kong   | Hong Kong   | 5           |            |       |       |      |      |  |
|  |             |             |             |            |       |       |      |      |  |

| Bandera de la República Popular China |
| Campeón China                         |
| Primer título                         |